# Perfume (Lied)
Perfume ist ein Lied der US-amerikanischen Pop-Sängerin Britney Spears aus ihrem achten Studioalbum Britney Jean. Es wurde von Spears, Sia und Chris Braide geschrieben und von will.i.am, Keith Harris und Braide produziert.

## Hintergrund
Im Oktober 2013 wurde bekanntgegeben, dass der Song als zweite Single des Albums veröffentlicht werden soll. Das Musikvideo wurde von Joseph Kahn gedreht, der zuvor bereits Musikvideos zu Stronger, Toxic und Womanizer für Spears gedreht hatte.
Ursprünglich sollte das Lied am 5. November 2013 veröffentlicht werden und als Teil der iTunes-Vorbestellung ihres Albums Britney Jean dienen. Auf Facebook konnte man das Lied allerdings schon zwei Tage früher hören. Es wurde dann um Mitternacht des 4. November 2013 zum Kauf zur Verfügung gestellt, einen Tag früher als geplant. Eine Akustikversion des Liedes zusammen mit Sia wurde als Teil von Pop Goes Live: Volume 3 veröffentlicht.

## Charts
| ChartsChartplatzierungen       | Höchstplatzierung | Wochen |
| ------------------------------ | ----------------- | ------ |
| Deutschland (GfK)              | 78 (1 Wo.)        | 1      |
| Österreich (Ö3)                | 69 (2 Wo.)        | 2      |
| Schweiz (IFPI)                 | 74 (1 Wo.)        | 1      |
| Vereinigte Staaten (Billboard) | 76 (6 Wo.)        | 6      |